# Drepanonema inarimense
Drepanonema inarimense is een rondwormensoort uit de familie van de Draconematidae. De wetenschappelijke naam van de soort is voor het eerst geldig gepubliceerd in 1876 door Panceri.